# Petra Sölter
Petra Sölter (aussi connue sous le nom de Petra Voge) (née le 23 octobre 1962 à Elbingerode) est une fondeuse est-allemande.
Elle est divorcée du bobeur est-allemand Ingo Voge.

## Palmarès

### Championnats du monde
- Championnats du monde de 1982 à Oslo  Norvège:
  -  Médaille de bronze en relais 4 × 5 km